# Martín Ferreiro
Pour les articles homonymes, voir Ferreiro.
Martín Ferreiro né le 21 octobre 1997, est un joueur de hockey sur gazon argentin. Il évolue au poste d'attaquant à la Gantoise HC, en Belgique et avec l'équipe nationale argentine.

## Carrière
Il a fait ses débuts en équipe première en mai 2018 lors de Jeux sud-américains.

## Palmarès
- : 1er à la Coupe d'Amérique des moins de 21 ans en 2016.
- : 1er aux Jeux sud-américains en 2018.
- : 1er aux Jeux panaméricains en 2019.
- : 1er à la Coupe d'Amérique en 2022.